# Oh You're So Silent Jens
Oh You're So Silent Jens är den svenske indiepopmusikern Jens Lekmans andra album, ett samlingsalbum utgivet 2005. Det består till största delen av låtar från hans tidigare utgivna EP-skivor.
Albumtiteln är hämtad från en textrad i låten "Black Cab": "I killed the party again / I ruined it for my friends / "Oh, you're so silent Jens" / Well, maybe I am, maybe I am".

## Låtlista
Samtliga låtar skrivna av Jens Lekman, om annat inte anges.
1. "At the Dept. of Forgotten Songs" - 1:33
2. "Maple Leaves" (Jens Lekman/Dan Treacy (se Television Personalities)) - 3:59 (EP-version)
3. "Sky Phenomenon" - 4:34
4. "Pocketful of Money" - 4:20
5. "Black Cab" - 4:54
6. "Someone to Share My Life With" (Dan Treacy) - 3:32
7. "Rocky Dennis' Farewell Song" - 5:23
8. "Rocky Dennis in Heaven" - 1:02
9. "Jens Lekman's Farewell Song to Rocky Dennis" - 3:55
10. "Julie" - 3:03
11. "I Saw Her in the Anti-War Demonstration" - 3:11
12. "A Sweet Summer's Night on Hammer Hill" - 3:28
13. "A Man Walks into a Bar" - 4:21
14. "Another Sweet Summer's Night on Hammer Hill" - 3:23
15. "F-Word" (Jens Lekman/Malcolm Middleton/Aidan Moffat) - 4:37
16. "The Wrong Hands" - 4:21
17. "Maple Leaves" (Jens Lekman/Dan Treacy) - 3:46 (7"-version)